# Karel Doorman
Karel Willem Frederik Marie Doorman (Utrecht, 23 aprile 1889 – Mar di Giava, 28 febbraio 1942) è stato un ammiraglio e militare olandese durante la seconda guerra mondiale che fu comandante della squadra navale interalleata dell'ABDACOM durante la campagna delle Indie orientali olandesi innalzando la sua insegna sull'incrociatore leggero Hr. Ms. De Ruyter. Il 5 maggio 1942 fu insignito, postumo, del titolo di Ufficiale dell'Ordine militare di Guglielmo.
Tale onorificenza gli era stata concessa il 23 maggio 1947 dall'allora Comandante della marina olandese Tenente-ammiraglio C.E.L. Helfrich, e consegnata al figlio maggiore nel corso di una cerimonia tenutasi a bordo della portaerei Karel Doorman alla presenza del principe consorte Bernardo. In suo onore la Koninklijke Marine varò numerose navi chiamate HNLMS Karel Doorman.

## Biografia
Nacque a Utrecht il 23 aprile 1889 all'interno di una famiglia di militari, si arruolò nella marina reale olandese nel 1906 entrando nella Koninklijk Instituut voor de Marine di Den Helder da cui uscì nel 1910 con il grado di guardiamarina. In quello stesso anno partì a bordo della nave da battaglia Marten Harpertszoon Tromp per un periodo di servizio nella Indie Orientali Olandesi. Tra il 1912 e il 1913 si imbarcò in successione sulle navi idrografiche Van Doorn e Lambert partecipando alla mappatura della acque costiere della Nuova Guinea.
All'inizio del 1914 rientrò in Olanda a bordo della nave da battaglia De Ruyter, e nel mese di marzo chiese di essere assegnato alla Luchtvaartafdeeling. Nel mese di aprile partì a bordo dell'incrociatore corazzato Noord Brabant per l'Albania al fine di riportare in patria la salma del maggiore Lodewjik Thomson. Nell'estate del 1915, dopo aver superato rigorosi esami attitudinali, venne ammesso nella Luchtvaartafdeeling dove conseguì dapprima il brevetto di osservatore d'aeroplano e poi di pilota. Prestò servizio a Soesterberg dal 1915 al 1918 agli ordini del capitano Henk Walaardt Sacré, incontrando piloti come Albert Plesman, Willem Versteegh, G.A. Koppen e più tardi il professore P.M. van Wulfften Palthe.
Conseguì il brevetto di pilota navale, sotto la guida del primo tenente F.A. van Heyst nel corso del 1916, e tra il 1917 e il 1921 svolse il ruolo di istruttore dapprima a Soesterberg e poi sulla Naval Air Station sita sull'aeroporto De Kooy di Den Helder di cui fu primo comandante tra il 1919 e il 1921. A causa dei meriti conseguiti nell'organizzazione della nascente aviazione navale olandese nel 1922 fu insignito del titolo di Cavaliere dell'Ordine di Orange-Nassau.

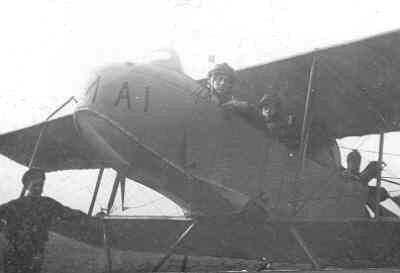
Aviatore navale a bordo di un Farman F-22 MA1.

Con i tagli al bilancio militare che dopo la fine della guerra colpirono anche l'aviazione navale dovette rinunciare alla carriera di aviatore e dal novembre 1921 a quello del 1923 frequentò i corsi preso la Scuola di guerra navale di Nieuwe Uitlieg, a L'Aja, essenziali per intraprendere la carriera di ufficiale di Stato maggiore.
Al termine dei corsi studiò un sistema di comunicazione tra le navi e gli aerei, venendo trasferito, nel dicembre 1923 presso il Dipartimento della marina a Batavia, nelle Indie Orientali. Prese parte a numerose sedute della commissione che doveva portare alla fusione tra l'aviazione della marina e quella dell'esercito delle Indie Orientali, ma tale progetto non fu mai attuato per la forte contrarietà di entrambe le forze armate. Nel 1926 si imbarcò sulla nave da battaglia De Zeven Provinciën ricoprendo dapprima l'incarico di ufficiale d'artiglieria e poi quello di Primo ufficiale fino alla fine del 1927. Ritornato in Olanda nel corso del 1928 fu assegnato al Dipartimento della marina dell'Aja, dove ricoprì l'incarico di responsabile dell'acquisto delle forniture per il dipartimento dell'aviazione navale.
Nel 1932 assunse il comando del nuovo dragamine Prins van Oranje che provvide a trasferire nelle Indie Orientali, dove assunse poi il comando dapprima del cacciatorpediniere Witte de With e poi verso la fine dell'anno dell'Evertsen. Mentre si trovava al comando dell''Evertsen fu coinvolto nella repressione dell'ammutinamento dell'equipaggio della nave da battaglia De Zeven Provincien, avvenuto il 5 febbraio 1933. Rientrato in Olanda a bordo dell'Evertsen nel corso del 1934, per i successivi tre anni ricoprì l'incarico di Capo di stato maggiore del Comando della marina di Den Helder.
Nel corso del 1936 spedì una lettera al Ministero della Difesa in cui chiedeva di essere assegnato come comandante di incrociatore alla flotta delle Indie Orientali. Promosso capitano di vascello nel 1937 partì per le Indie Orientali dove assunse il comando dell'incrociatore leggero Sumatra, passando successivamente a quello dello Java. Il 17 agosto 1938 fu nominato comandante dell'aviazione navale con Quartier generale presso la Naval Air Station Morokrembangan di Surabaya, compiendo numerosi giri di ispezione nelle varie isole dell'arcipelago.
Il 16 maggio 1940 fu elevato al rango di schout-bij-nacht imbarcandosi sull'incrociatore leggero Hr. Ms. De Ruyter, appartenente alla squadra navale del retroammiraglio Gerhard Wilhelm Stöve di base a Surabaya, sostituendo poi quest'ultimo alla guida della "Nederland Eskader/Oost-Indië".

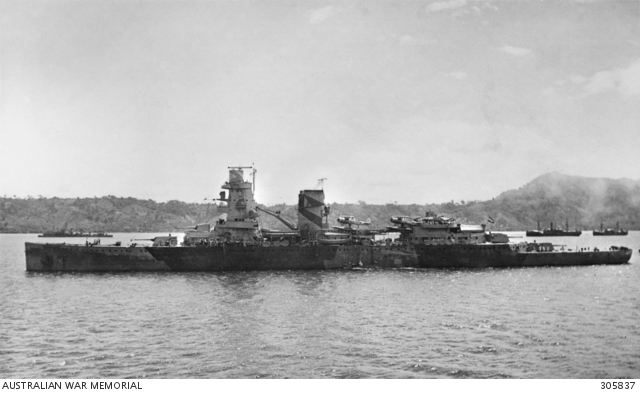
L'incrociatore leggero De Ruyter appartenente alla flotta delle Indie Orientali. Notare sulla sovrastruttura a centronave i due idrovolanti da ricognizione Fokker C.XIVW lanciabili da catapulta.

All'inizio del 1942 gli venne assegnato, dal comandante supremo delle forze navali del comando interalleato ABDA nel sud-est asiatico, il connazionale ammiraglio Conrad Helfrich, la direzione in mare della squadra da battaglia comprendente prevalentemente incrociatori e cacciatorpediniere.
Nel febbraio 1942 guidò le forze alleate contro i giapponesi nel Mar di Giava, in uno scontro navale che si concluse con una cocente sconfitta degli alleati. Il giorno 25 i ricognitori a lungo raggio Consolidated PBY Catalina avvistarono i convogli navali giapponesi che si dirigevano verso le Indie Orientali trasportando la forza d'invasione al comando del generale Hitoshi Imamura. Nel tentativo di ritardare il più possibile lo sbarco Helfrich decise di far salpare le sue navi entro la sera del 26, ed ebbe una lunga conversazione con il comandante superiore in mare che gli fece presente lo stato della flotta e chiese che gli fosse garantita un'adeguata protezione aerea.
Helfrich gli ribadì l'ordine perentorio di salpare ed impegnare combattimento, ed alle 18.30 la squadra composta da due incrociatori pesanti, tre leggeri e 10 cacciatorpediniere partì da Surabaya ma non trovò le navi giapponesi ed egli decise di rientrare alla base di partenza per rifornirsi di carburante. Mentre la prima nave entrava nella rada alle 14.45 del 27 febbraio un messaggio radio di Helfrich gli ingiunse di invertire la rotta in quanto le navi giapponesi erano state avvistate a 160 km dall'isola.
La nave ammiraglia alzò allora un messaggio destinato a diventare celebre: Ik val aan, volg mij - (sto attaccando, seguitemi). La squadra impegnò combattimento con le unità giapponesi alla 16.00. Gravemente colpita più volte la nave ammiraglia incominciò ad inabissarsi alle 23.36 e fu dato l'ordine all'equipaggio d'abbandonare la nave. Doorman decise di restare a bordo ed affondò con essa, come da tradizione marinaresca, insieme al suo Capo di stato maggiore J.A. De Gelder, e al comandante dell'incrociatore Eugène Edouard Bernard Lacomblé. Nell'affondamento del De Ruyter, avvenuto alla 2.30 del 28 febbraio perirono complessivamente 345 uomini. L'ultimo messaggio trasmesso dalla nave ammiraglia alle rimanenti unità fu: Non fermarsi a raccogliere i superstiti. Proseguite per Batavia.
Il 5 maggio 1942 fu insignito, postumo, del titolo di Ufficiale dell'ordine militare di Guglielmo. Tale onorificenza gli era stata concessa il 23 maggio 1947 dall'allora Comandante della marina olandese Tenente-ammiraglio C.E.L. Helfrich, e consegnata al figlio maggiore nel corso di una cerimonia tenutasi a bordo della portaerei Karel Doorman alla presenza del principe consorte Bernardo.
In suo onore la Koninklijke Marine varò numerose navi chiamate Karel Doorman:
- Hr. Ms. Karel Doorman (QH1), ex HMS Nairana (D05), una portaerei di scorta della classe Nairana, che fu la prima portaerei olandese,
- Hr. Ms. Karel Doorman (R81), ex HMS Venerable (R63), una portaerei leggera della classe Colossus, che fu la seconda portaerei olandese,
- Hr. Ms. Karel Doorman (F827), fregata missilistica, nave capoclasse della classe Karel Doorman,
- Zr. Ms. Karel Doorman (A833), nave di supporto (logistico) congiunto.

## Onorificenze

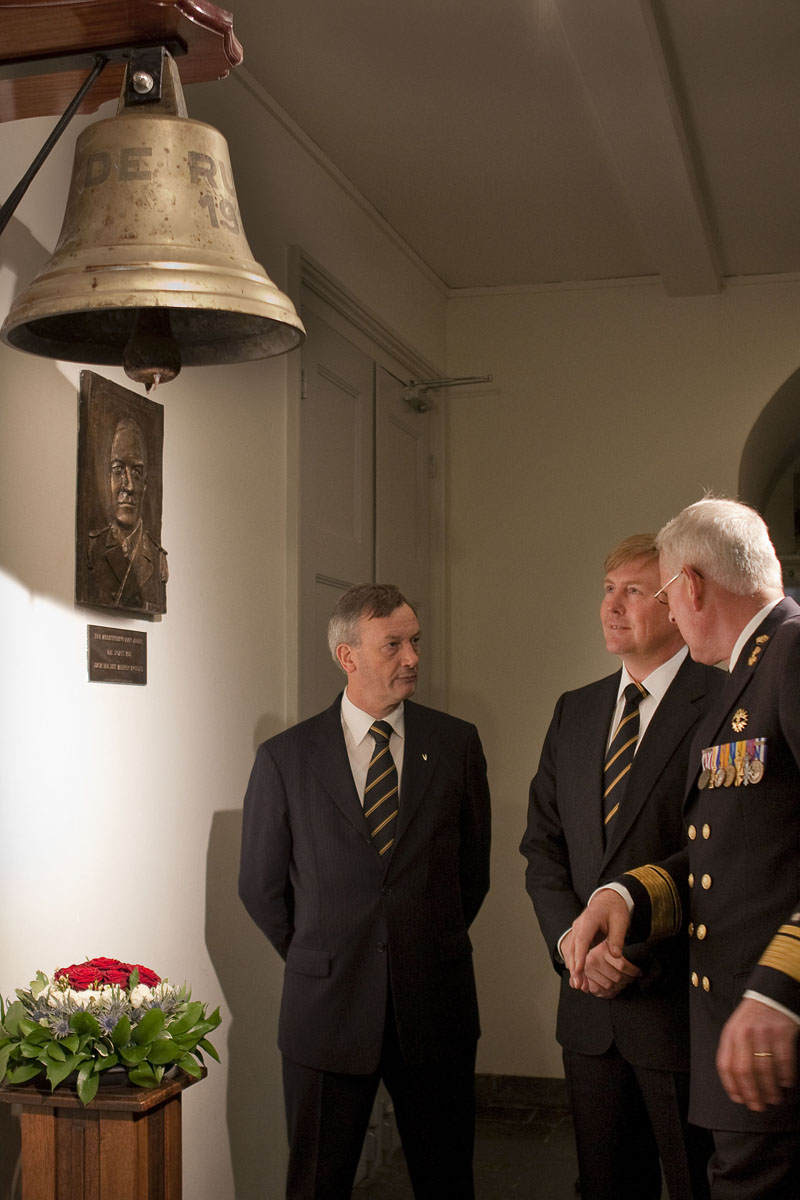
Il Principe Willem-Alexander alla cerimonia della commemorazione della battaglia del Mare di Giava del 2012. Notare la campana dell'incrociatore De Ruyter e sullo sfondo il ritratto del contrammiraglio Doorman.

### Annotazioni
1. ↑  Suo fratello Lou A.C.M. Doorman fu anch'esso un membro della marina reale olandese.
2. ↑  Nel corso del 1919 sposò la signorina Justine A.D. Schermer che gli diede tre figli, Karel, Ank e Joop. Nel 1934 sposò in seconde nozze Isabella J.J.J. Heyligers che gli diede un figlio, Theo, che dopo la morte del padre andò a vivere con la madre in Australia.
3. ↑  Nei primi mesi del 1919 aveva anche subito un incidente in fase di atterraggio sul campo d'aviazione di De Kooy.
4. ↑  In lingua olandese Hogere Marine Krijgsschool.
5. ↑  Il grado di schout-bij-nacht (OF-7) (lett. scolta di notte) è un grado olandese equivalente a quello di retroammiraglio o ammiraglio di divisione.
6. ↑  Doorman pur ribadendo la sua contrarietà ad impegnare combattimento obbedì agli ordini ricevuti, e anche se afflitto da una fastidiosa diarrea prese il mare.
7. ↑  Secondo le testimonianze di alcuni superstiti Doorman e Lacomblé si ritirarono nelle loro cabine prima dell'affondamento della nave.

### Fonti
1. 1 2 3 4 5 6 7  Stewart 2009, p. 106.
2. 1 2 3 4   L. Klemen, Rear-Admiral Karel W.F.M. Doorman, su Forgotten Campaign: The Dutch East Indies Campaign 1941–1942, 1999–2000 (archiviato dall'url originale il 26 luglio 2011).
3. 1 2 3 4 5 6  Cox 2014, p. 177.
4. 1 2 3 4 5  Stewart 2009, p. 107.
5. 1 2 3  Cox 2014, p. 253.
6. ↑  Cox 2014, p. 252.
7. ↑  Cox 2014, p. 255.
8. ↑  Cox 2014, p. 323.
9. ↑  Cox 2014, p. 320.